# Montagnard Foundation
Montagnard Foundation Incorpotated (сокр. MFI; вьет. Tổ chức Quỹ người Thượng), также упоминается как Degar Foundation — христианская правозащитная организация, базирующаяся в США. Занимается мониторингом ситуации по правам человека во Вьетнаме. Образована в начале 1990-х годов представителями вьетнамской антикоммунистической эмиграции. Выступает в защиту представителей тхыонгов (или монтаньяров) — коренных жителей Центрального нагорья на юге страны, подвергающихся дискриминации со стороны руководства страны.

## История
В годы вьетнамской войны тхыонги боролись как против партизан Вьетконга, так и против правительства Южного Вьетнама. При этом более 40 тысяч горцев сотрудничали с американской военной разведкой. По данным правозащитников, за все время конфликта потери среди представителей монтаньяров составили более 200 тысяч человек. Победа коммунистов обернулась для них новым витком репрессий уже со стороны властей Северного Вьетнама.
Montagnard Foundation была основана в 1990 году представителями вьетнамской антикоммунистической эмиграции. В августе 1992 года MFI получила статус некоммерческой организации. Штаб-квартира организации находится в городе Спартанберг (штат Южная Каролина, США). Председателем организации с момента ее основания является Кок Ксор — видный правозащитник, диссидент, член Транснациональной радикальной партии. В настоящее время представляет интересы горцев в Организации наций и народов, не имеющих представительства. 